# Белопёрая кабуба
Белопёрая кабуба, или белопёрая вымпельная бабочка, или вымпельный щетинозуб (лат. Heniochus acuminatus) — вид лучепёрых рыб из семейства щетинозубых. У рыбы белое, изогнутое и плоское тело, типичен длинный белый спинной плавник и две чёрные полоски по бокам. Задний плавник и часть спинного плавника жёлтого цвета. Белопёрая кабуба достигает длины 25 см. Живёт поодиночке, в парах или в небольших группах и встречается в Индо-Тихоокеанской области. Обитает вблизи побережья и рифов, питается планктоном. Благодаря своей яркой окраске белопёрая кабуба часто встречается в аквариумах.